# Sophie Adlersparre
Carin Sophie Adlersparre, nata Leijonhufvud, nota anche con lo pseudonimo di Esselde (Kalmar, 6 luglio 1823 – Södertälje, 27 giugno 1895), è stata un'editrice e attivista svedese.
Pioniera del movimento per i diritti delle donne nel XIX secolo in Svezia, fu la fondatrice e direttrice della prima rivista femminile in Scandinavia intitolata Tidskrift för hemmet e una delle prime due donne ad essere membro di un comitato statale in Svezia nel 1885.

## Biografia
Sophie Adlersparre era la figlia del tenente colonnello Barone Erik Gabriel Knutsson Leijonhufvud e di Sofie Emerentia Hoppenstedt. Fu istruita privatamente a casa e in seguito trascorse due anni in una scuola di perfezionamento a Stoccolma. Nel 1869 sposò il nobile comandante Axel Adlersparre e divenne la matrigna dei suoi cinque figli. Suo marito è stato definito come un sostegno al suo lavoro di riforma sociale.
Sophie Adlersparre fu un'ammiratrice della scrittrice femminista Fredrika Bremer e si impegnò in questioni femministe attraverso la sua amicizia con Rosalie Roos, che tornò in Svezia con un interesse per i diritti delle donne nel 1857 dopo aver trascorso diversi anni negli Stati Uniti. Durante questo periodo vi fu un dibattito pubblico in Svezia sui diritti delle donne nato in seguito alla pubblicazione romanzo Hertha di Fredrika Bremer del 1856. La discussione portò all'abolizione della tutela delle donne non sposate, alla concessione della maggiore età alle donne (1858-1863) e alla fondazione della prima scuola statale per donne, il Seminario regio per le insegnanti (Högre lärarinneseminariet) nel 1861.

### Tidskrift för hemmet
Nel 1859, Sophie Adlersparre e Rosalie Roos fondarono Tidskrift för hemmet, la prima rivista femminile in Scandinavia, con il sostegno finanziario del salotto di Fredrika Limnell. Fu il primo regolare spazio di dibattito sui diritti delle donne, sui ruoli di genere e sul femminismo in Svezia, raggiungendo il successo immediato. Adlersparre e Roos condivisero la carica di caporedattrice fino al 1868, quando Roos si ritirò e Adlersparre continuò come unica caporedattrice. Come giornalista divenne nota con il suo pseudonimo di Esselde. Nel 1886, la Tidskrift för hemmet fu cancellata e sostituita con la nuova rivista femminile Dagny. Adlersparre lavorò come caporedattrice di Dagny dal 1886 al 1888 e rimase nel consiglio di amministrazione fino al 1894.

### Attività femministe
Sophie Adlersparre non si concentrò sul suffragio femminile, sebbene le donne ottennero il suffragio municipale in Svezia nel 1862. L'obiettivo principale del suo attivismo sociale era l'accesso delle donne all'istruzione e alle professioni, che avrebbe permesso loro di essere finanziariamente indipendenti. Come diceva, "Le donne hanno bisogno di lavoro e il lavoro ha bisogno delle donne".
Nel 1862 organizzò lezioni serali per le donne. Nel 1863 istituì un ufficio di segreteria che divenne un'agenzia di collocamento di successo. Nel 1864, ispirata dalla futura cognata Sofia Adlersparre, presentò una petizione al parlamento svedese per consentire alle donne di studiare alla Reale Accademia delle Belle Arti alla pari con gli uomini. All'epoca l'Accademia consentiva alle donne di studiare solo con permessi speciali e, sebbene fosse un'artista di successo, a Sofia Adlersparre non fu permesso studiarvi. La petizione di Sophie Adlersparre portò a un dibattito in parlamento e infine a una riforma nel 1864 che consentì alle donne di studiare all'Accademia alle stesse condizioni degli uomini.
Nel 1866 fu cofondatrice del Stockholms läsesalong, una biblioteca gratuita per le donne il cui obiettivo era quello di aumentare l'accesso delle donne all'istruzione e alle professioni.
Il suo interesse per l'istruzione femminile non era solo motivato dal suo desiderio di vedere le donne professionalmente attive, ma voleva anche che fossero attive nella società pubblica. A questo proposito dichiarò: Più desideriamo e ci aspettiamo dalla partecipazione delle donne alla riforma della società, più è importante che questo lavoro sia ben preparato. Molte riforme dell'istruzione femminile furono introdotte durante questo periodo. Dopo la riforma del Comitato scolastico femminile del 1866 (Flickskolekommittén 1866), le donne ebbero accesso all'istruzione universitaria (1870-73) e le scuole secondarie femminili ricevettero il sostegno statale (1874). Nel 1885-87, Adlersparre fu membro del Comitato scolastico femminile del 1885 (Flickskolekommittén 1885), che fu incaricato dal governo di indagare e suggerire riforme del sistema educativo femminile. Questo fu il primo comitato statale in Svezia ad avere membri femminili: Sophie Adlersparre e Hilda Caselli.

### Altre attività
Nel 1864-65 partecipò alla fondazione della Croce Rossa svedese.
Nel 1874 Adlersparre cofondò Handarbetets vänner con Hanna Winge e ne fu presidente fino al 1887. Lo scopo dell'organizzazione era quello di aumentare la qualità e quindi lo status del lavoro artigianale femminile, che all'epoca rappresentava una fonte di reddito molto importante per le donne bisognose di autosufficienza.
Adlersparre inoltre fece parte della scena letteraria svedese. Era un'ammiratrice di Viktoria Benedictsson e sostenne finanziariamente Selma Lagerlöf durante il suo lavoro. Durante gli ultimi anni della sua vita lavorò su una biografia di Fredrika Bremer, ma fu in grado di completarla.

### Associazione Fredrika Bremer
Sophie Adlersparre è forse meglio conosciuta come la fondatrice dell'Associazione Fredrika Bremer (Fredrika-Bremer-Förbundet, FBF) nel 1884, la prima organizzazione per i diritti delle donne in Svezia, dedicata alla femminista Fredrika Bremer. Ufficialmente il sostenitore dei diritti delle donne Hans Hildebrand fu nominato presidente ufficiale dell'FBF, in quanto Adlersparre credeva che, se diretta da un uomo, l'associazione avrebbe goduto di un credito maggiore. Tuttavia fu la stessa Adlersparre a fungere da presidente de facto fino alla sua morte nel 1895, quando le successe Agda Montelius. Adlersparre riteneva importante che gli uomini facessero parte del lavoro per l'uguaglianza e oltre a donne come Ellen Anckarsvärd, Ellen Fries, Gertrud Adelborg e Fredrika Limnell, accolse uomini come Hans Hildebrand e Gustav Sjöberg.  Una delle funzioni dell'FBF era quella di offrire borse di studio finanziate da Mathilda Silow.

## Riconoscimenti
Sophie Adlersparre ricevette la medaglia del lavoro quorum meruere nel 1895 per il suo contributo alla società svedese.